# Funadvice
Funadvice.com är en social Internetsida med frågor och svar (Q&A). Användare registrerar sig för att ställa frågor och svara, betygsätta bilder, chatta, och skriva "så gör du"-guider. I juli 2009, rankades webbplatsen på 18:e plats på Comscores kategori för sociala medier, och var snabbast växande sociala webbplats efter Twitter.

## Historia
Webbplatsen startades i mars 2003 av Jeremy Goodrich, Ericson Smith, och Widhadh Waheed från engelska till svenskaVisa romanisering som en presentation av Sökmotoroptimering (SEO).
Webbplatsen drevs av deltidsanställda fram till augusti 2006, då man anställde sina första heltidsanställda. Webbplatsen bolagiserades i juli 2007.

## Huvuddrag
Inget poängsystem finns. I stället behålls användare genom flera sociala faktorer och genom att lägga till efterfrågade funktioner, till exempel anpassningsbara profiler, inom en snabbare tid.

### Jämförelser med Yahoo! Answers
Fera saker skiljer webbplatsen från liknande:
- Ingen kommersiella värvning eller marknadsföring
- Användare befordrades till moderatorer med raderingsrättigheter

Users promoted to moderators with deletion rights.
- Bilder uppladdas inom frågan.
- Chatt- och meddelandesystem .
- Användare kan ställa anonyma frågor.
- Konton kan stängas av användaren, och de kvarstående frågorna räknas då som ställda av en anonym användare.
- Låg toleransnivå för Internettroll och vandalism.

### Berömd rådgivande
I augusti 2007 ställde Mandy Moore frågor som 'berömd rådgivare'.

## Mottagande
I oktober 2006 räknades wepplatsen som 'Bäst blande de bästa 2.0-webbplatserna'.

### Statistik
Quantcasts Internettrafik-statistik för webbplatsen, december 2009:
- 2 000 000  Personer per månad (USA)
- 3 100 000  Besökare per månad (USA)

Google Ad Planners Internettrafik-statistik för webbplatsen, November 2009:
- 1 200 000 Unika besökare (användare) (USA)
- 2 600 000 Totalt antal besökare (USA)

## Kritik
Även om svaren är omfattande, är de färre och det tar längre tid.

### Fotnoter
1. ↑  ”comScore: Facebook’s US Audience Grew”. Arkiverad från originalet den 13 augusti 2010. https://web.archive.org/web/20100813121423/http://www.insidefacebook.com/2009/08/12/comscore-facebooks-us-audience-jumps-by-14-in-july/. Läst 26 juni 2010.
2. ↑  Looking for a Few Good Answers Online
3. ↑  ”An up close look at FunAdvice.com”. Arkiverad från originalet den 29 december 2010. https://web.archive.org/web/20101229034853/http://www.asktheadmin.com/2007/11/up-close-look-at-funadvicecom.html. Läst 26 juni 2010.
4. ↑  First Question and Answer Site to Offer Customizable Profiles
5. ↑  Frequently Asked Questions FunAdvice.com Arkiverad 11 juli 2011 hämtat från the Wayback Machine.
6. ↑  Advisors guide, handbook for volunteers FunAdvice.com Arkiverad 11 juli 2011 hämtat från the Wayback Machine.
7. ↑  Mandy Moore's Notes
8. ↑  nameBest of the Best Web 2.0 Web Sites Arkiverad 5 juni 2010 hämtat från the Wayback Machine.
9. ↑  ”Quantcast profile for FunAdvice.com”. Arkiverad från originalet den 9 juni 2012. https://web.archive.org/web/20120609203144/http://www.quantcast.com/funadvice.com. Läst 26 juni 2010.
10. ↑  Site profile for FunAdvice
11. ↑  Zaobao.com Arkiverad 22 augusti 2010 hämtat från the Wayback Machine.